# Les Désastreuses Aventures des orphelins Baudelaire (série télévisée)
Pour les articles homonymes, voir Les Désastreuses Aventures des orphelins Baudelaire (homonymie).
Les Désastreuses Aventures des orphelins Baudelaire (A Series of Unfortunate Events) est une série télévisée américaine en 25 épisodes de 36 à 65 minutes, diffusée entre le 13 janvier 2017 et le 1er janvier 2019 partout dans le monde sur le service Netflix, incluant les pays francophones[réf. souhaitée].
Développée par Mark Hudis et Barry Sonnenfeld, la série est une adaptation des treize volumes de la série littéraire du même nom de Lemony Snicket, pseudonyme de Daniel Handler. L'auteur participe d'ailleurs à cette adaptation en tant que producteur et scénariste.
Tout au long de sa diffusion, la série a été reçue chaleureusement par la critique, notamment pour sa réalisation et sa direction artistique, lui permettant d'obtenir de multiples récompenses et nominations dans ces domaines dans plusieurs cérémonies réputées comme les Leo Awards, les Writers Guild of America Awards ou même aux Primetime Emmy Awards.

## Synopsis
À la suite de l'incendie du manoir Baudelaire et de la mort de leurs parents, Violette, Klaus, et Prunille se retrouvent orphelins.
Monsieur Arthur Poe, le directeur de la banque où est entreposée la grande richesse de la famille, est donc chargé de confier les enfants au parent le plus proche de Monsieur et Madame Baudelaire : le comte Olaf, un sinistre acteur égoïste et vantard, qui ne cherche qu'à se débarrasser des enfants et mettre la main sur leur fortune familiale.
Les trois enfants vont devoir traverser différentes aventures dans l'espoir d’empêcher la réussite du diabolique comte mais aussi pour sauver leurs vies, constamment en danger.

## Distribution

### Acteurs principaux
- Neil Patrick Harris (VF : Vincent Ropion (dialogues) - Serge Faliu (chant)) : le comte Olaf
- Patrick Warburton (VF : Jérémie Covillault) : Lemony Snicket
- Malina Weissman (VF : Clara Quilichini) : Violette Baudelaire
- Louis Hynes (en) (VF : Kaycie Chase) : Klaus Baudelaire
- K. Todd Freeman (VF : Jean-Louis Faure) : M. Arthur Poe
- Presley Smith (VO : Tara Strong ; VF : Vito Forlani, saison 3) : Prunille Baudelaire
- Avi Lake (VF : Alice Orsat) : Isadora Beauxdraps (saison 2 - invitée saisons 1 et 3)
- Dylan Kingwell (VF : Jean-Stan DuPac) : Duncan et Quigley Beauxdraps (saisons 2 et 3 - invité saisons 1)
- Lucy Punch (VF : Véronique Desmadryl) : Esmé Salomon d'Eschemizerre (saisons 2 et 3)

### Acteurs récurrents
- Usman Ally (en) (VF : Franck Sportis) : Fernald Virelevent / l'Homme aux Crochets
- Matty Cardarople (VF : Christophe Gauzeran) : la Montagne Vivante (saisons 1 et 2 - invité saison 3)
- John DeSantis (VF : Grégory Quidel) : l'Homme-Chauve (saisons 1 et 2 - invité saison 3)
- Jacqueline et Joyce Robbins (VF : Denise Metmer) : les Femmes Poudrées (saisons 1 et 2 - invitées saison 3)
- Sara Canning (VF : Barbara Beretta) : Jaquelyn Scieszka (saisons 1 et 2)
- Cleo King (VF : Daria Levannier) : Eleanora Poe (saisons 1 et 2)
- Cobie Smulders (VF : Valérie Nosrée) : Mère (saison 1)[note 1]
- Will Arnett (VF : Cyrille Monge) : Père (saison 1)[note 2]
- Patrick Breen (VF : Fabien Briche) : Larry (saison 2 - invité saisons 1 et 3)
- Sara Rue (VF : Caroline Victoria) : Olivia Caliban (saison 2)
- Nathan Fillion (VF : Guillaume Orsat) : Jacques Snicket (saison 2)
- Kitana Turnbull (VF : Cerise Calixte) : Carmélita Spats (saison 3 - invitée saison 2)
- Allison Williams (VF : Laura Préjean) : Kit Snicket (saison 3 - invitée saison 2)

### Acteurs par opus
- Version française
  - Société de doublage : Deluxe Media Paris
  - Direction artistique : Stanislas Forlani
  - Adaptation du générique et des chansons: Marc Bacon

 Source et légende : version française (VF) sur RS Doublageet DSD Doublage

## Développement

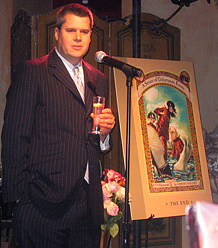
Daniel Handler, auteur de la série littéraire sous le pseudonyme de Lemony Snicket, l'un des personnages de la série.

### Production
En 2015, il est annoncé que Netflix s'est associé avec la branche télévisée du studio Paramount, qui dispose des droits d'adaptations de la série littéraire, pour une adaptation en série télévisée des Désastreuses Aventures des orphelins Baudelaire.
En juillet 2015, un premier teaser est publié sur Internet. Netflix se dépêche d'annoncer que ce teaser n'est pas officiel et a été réalisé par un fan même si certains médias soupçonnent la vidéo d'être officielle et que le déni du service de vidéo à la demande est en fait le début d'une campagne marketing.
En septembre 2015, Barry Sonnenfeld et le showrunner de True Blood, Mark Hudis, rejoignent la production de la série. Barry Sonnenfeld sera l'un des réalisateurs de la série et Mark Hudis sera le showrunner. Les deux seront aussi producteurs exécutifs et Daniel Handler écrira une partie des scripts en collaboration avec l'équipe des scénaristes de la série.
En janvier 2016, il est annoncé que Mark Hudis a quitté le projet et que le tournage de la série devrait débuter en mars 2016.
En mars 2016, Netflix annonce que la première saison sera composée de huit épisodes. En septembre 2016, Mark Hudis dévoile que chaque roman de la série sera adapté en deux épisodes, les quatre premiers romans de la série étant ainsi couverts par les huit épisodes de la première saison.
En janvier 2017, Daniel Handler, l'auteur de la série littéraire et scénariste sur la série, révèle que la série est renouvelée pour une deuxième saison de dix épisodes, sur laquelle il a commencé à travailler, adaptant les cinq romans suivants. Il révèle aussi qu'une troisième saison dédiée aux quatre derniers romans est en cours de développement pour clore la série. L'équipe espère obtenir le renouvellement rapidement afin de tout filmer le plus vite possible étant donné la rapidité avec laquelle les jeunes acteurs vieillissent et changent.
Le 4 avril 2017, Netflix annonce le renouvellement de la série pour une troisième saison avant même le début du tournage de la deuxième.
Le 4 avril 2018, Barry Sonnenfeld confirme que la troisième saison sera bien la dernière, l'équipe souhaitant respecter la série littéraire. Il annonce également que contrairement aux autres volumes de la série littéraire, La Fin sera adapté en un seul épisode plus long. Il est dévoilé le 13 novembre 2018 que la saison sera en ligne le 1er janvier 2019.

### Choix des interprètes

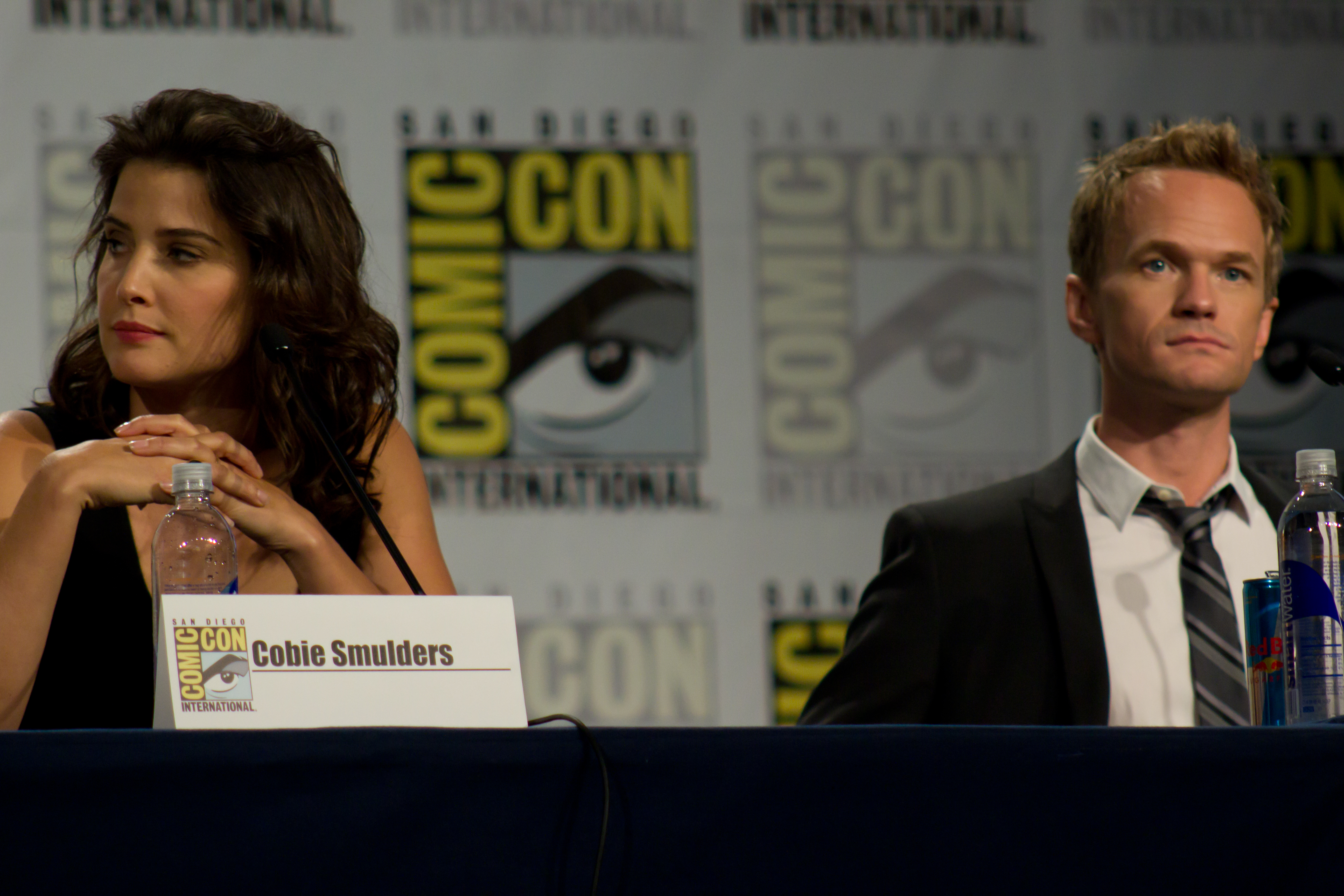
Les acteurs de How I Met Your Mother, Neil Patrick Harris et Cobie Smulders, se retrouvent sur la série.

En décembre 2015, la production annonce l'ouverture des castings pour les rôles de Violette Baudelaire et Klaus Baudelaire via un site internet permettant même aux acteurs débutants de se présenter.
En janvier 2016, Neil Patrick Harris rejoint la distribution pour interpréter le comte Olaf, il est rejoint par Malina Weissman et Louis Hynes qui interpréteront respectivement Violette et Klaus Baudelaire.
En mars 2016, les acteurs K. Todd Freeman, Patrick Warburton et Aasif Mandvi rejoignent à leurs tour la distribution de la série.
En octobre 2018, il est confirmé que Allison Williams interprète Kit Snicket et que le personnage aura plus d'importance dans la série que dans les romans. Il est également annoncé que Kitana Turnbull reviendra pour le rôle Carmélita Spats et apparaîtra dans plusieurs épisodes de la troisième saison.

### Tournage
Le tournage de la série s'est entièrement déroulé à Vancouver, situé en Colombie-Britannique, au Canada.

### Musique
Tout au long de la diffusion de la série, la production a collaboré avec plusieurs musiciens pour composer les thèmes de la série. Les musiques de la première saison ont été composées par James Newton Howard en collaboration avec Sven Faulconer et Chris Bacon pour certains épisodes. Pour la deuxième saison, la production engage Jim Dooley pour composer des thèmes supplémentaires.
Quant au générique de la série, il a été composé par Nick Urata. Interprété par Neil Patrick Harris, les paroles, écrites par Daniel Handler, changent d'un opus à l'autre, offrant au spectateur un aperçu du thème de l'épisode qui va suivre.

### Effets spéciaux
Les effets spéciaux de la série ont été réalisés par la société américaine Zoic Studios. Pour l'opus Ouragan sur le lac, le studio a collaboré avec Tippett Studio pour la réalisation de la maison de Joséphine Siffloti et sa destruction ainsi que pour le lac. Ce second studio a également réalisé des animations supplémentaires pour le personnage de Prunille Baudelaire.

## Épisodes

Insigne de VFD (VDC dans la version française), société secrète centrale à l’histoire.

| Saisons | Saisons | Nombre d'épisodes | Diffusion originale |
| Saisons | Saisons | Nombre d'épisodes | Mise en ligne       |
| ------- | ------- | ----------------- | ------------------- |
|         | 1       | 8                 | 13 janvier 2017     |
|         | 2       | 10                | 30 mars 2018        |
|         | 3       | 7                 | 1er janvier 2019    |

### Première saison (2017)
La première saison couvre les quatre premiers volumes de la série littéraire. Elle a été mise en ligne le 13 janvier 2017 sur Netflix.
1. Tout commence mal… : Partie 1 (The Bad Beginning: Part One)
2. Tout commence mal… : Partie 2 (The Bad Beginning: Part Two)
3. Le laboratoire aux serpents : Partie 1 (The Reptile Room: Part One)
4. Le laboratoire aux serpents : Partie 2 (The Reptile Room: Part Two)
5. Ouragan sur le lac : Partie 1 (The Wide Window: Part One)
6. Ouragan sur le lac : Partie 2 (The Wide Window: Part Two)
7. Cauchemar à la scierie : Partie 1 (The Miserable Mill: Part One)
8. Cauchemar à la scierie : Partie 2 (The Miserable Mill: Part Two)

### Deuxième saison (2018)
La deuxième saison couvre les volumes cinq à neuf de la série littéraire. Elle a été mise en ligne le 30 mars 2018 sur Netflix.
1. Piège au collège : Partie 1 (The Austere Academy: Part One)
2. Piège au collège : Partie 2 (The Austere Academy: Part Two)
3. Ascenseur pour la peur : Partie 1 (The Ersatz Elevator: Part One)
4. Ascenseur pour la peur : Partie 2 (The Ersatz Elevator: Part Two)
5. L'Arbre aux corbeaux : Partie 1 (The Vile Village: Part One)
6. L'Arbre aux corbeaux : Partie 2 (The Vile Village: Part Two)
7. Panique à la clinique : Partie 1 (The Hostile Hospital: Part One)
8. Panique à la clinique : Partie 2 (The Hostile Hospital: Part Two)
9. La Fête féroce : Partie 1 (The Carnivorous Carnival: Part One)
10. La Fête féroce : Partie 2 (The Carnivorous Carnival: Part Two)

### Troisième saison (2019)
La troisième et dernière saison couvre les quatre derniers volumes de la série littéraire. Elle a été mise en ligne le 1er janvier 2019 sur Netflix.
1. Une Pente glissante : Partie 1 (The Slippery Slope: Part One)
2. Une Pente glissante : Partie 2 (The Slippery Slope: Part Two)
3. La Grotte Gorgone : Partie 1 (The Grim Grotto: Part One)
4. La Grotte Gorgone : Partie 2 (The Grim Grotto: Part Two)
5. L'Avant-dernier danger : Partie 1 (The Penultimate Peril: Part One)
6. L'Avant-dernier danger : Partie 2 (The Penultimate Peril: Part Two)
7. La Fin (The End)

## Réception critiques
La série a été très bien reçue par la critique tout au long de sa diffusion. Sur le site agrégateur de critiques Rotten Tomatoes, elle reçoit une moyenne globale de 95 % en combinant les notes des trois saisons.
Individuellement, la première saison recueille 94 % de critiques positives, avec une note moyenne de 8,06/10 sur la base de 62 critiques collectées sur Rotten Tomatoes, lui permettant d'obtenir le statut « Frais », le certificat de qualité du site. Le consensus critique établi par le site résume que la saison est agréablement sombre et fidèle à la narration de la série littéraire, offrant une comédie "étrange, pince-sans-rire et gothique" .
La deuxième saison recueille 93 % de critiques positives, avec une note moyenne de 7,81/10 sur la base de 15 critiques collectées. Le consensus critique résume que la saison est aussi gothique, tordue et absurde que la première et qu'elle fera plaisir aux spectateurs de tous âges.
La troisième et dernière saison clôt la série avec 100 % de critiques positives et une note moyenne de 8,57/10 sur la base de 12 critiques collectées.
Sur le site Metacritic, la série reçoit également des critiques positives avec une note de 81/100 basée sur 24 critiques collectées pour la première saison.

## Distinctions
Sauf indication contraire, les informations mentionnées dans cette section peuvent être confirmées par la base de données cinématographiques IMDb,  présente dans la section « Liens externes ».

### Récompenses
- Leo Awards 2017 :
  - Meilleurs maquillages dans une série télévisée dramatique
  - Meilleurs coiffures dans une série télévisée dramatique
- Hollywood Music in Media Awards 2017 : Meilleur générique de série télévisée ou mini-série
- Peabody Awards 2017 : Excellence pour un programme pour enfants et/ou jeunes
- Writers Guild of America Awards 2019 : Meilleur épisode dans un programme jeunesse pour Ascenseur pour la peur : Partie 1
- Artios Awards 2019 : Meilleure équipe dans une série télévisée jeunesse en prise de vue réelle
- Make-Up Artists and Hair Stylists Guild Awards 2019 : 
  - Meilleurs costumes dans un programme télévisée jeunesse
  - Meilleurs coiffures dans un programme télévisée jeunesse

### Nominations
- Leo Awards 2017 :
  - Meilleurs effets spéciaux dans une série télévisée dramatique
  - Meilleure performance féminine dans une série télévisée dramatique pour Sara Canning
- Saturn Awards 2017 : Meilleure série télévisée diffusée sur un média nouveau
- Creative Arts Emmy Awards 2017 : Meilleure musique dans une série télévisée
- Gold Derby Awards 2017 : Meilleur acteur dans une comédie pour Neil Patrick Harris
- Satellite Awards 2018 : Meilleur acteur dans une série télévisée musicale ou comique pour Neil Patrick Harris
- Art Directors Guild Awards 2018 : Meilleure série historique ou fantastique
- Primetime Emmy Awards 2018 :
  - Meilleur programme pour enfants
  - Meilleurs costumes dans une série fantastique / science-fiction
- Art Directors Guild Awards 2019 : Meilleure série historique ou fantastique
- Producers Guild of America Awards 2019 : Meilleur programme jeunesse
- Writers Guild of America Awards 2019 : Meilleur épisode dans un programme jeunesse pour La Fête féroce : Partie 1
- Directors Guild of America Award 2019 : Meilleure réalisation dans un programme jeunesse pour les épisodes Ascenseur pour la peur, L'Arbre aux corbeaux et Panique à la clinique
- Costume Designers Guild Award 2019 : Excellence dans un programme de science-fiction ou fantastique
- Kids' Choice Awards 2019 : 
  - Série télévisée dramatique préférée
  - Personnalité masculine de télévision préférée pour Neil Patrick Harris